# Centralny Zarząd Elektryfikacji Rolnictwa
Centralny Zarząd Elektryfikacji Rolnictwa – jednostka organizacyjna Ministra Rolnictwa i Reform Rolnych istniejąca w latach 1951–1976, powołana w celu zwiększenia wydajności gospodarki rolnej przez wprowadzenie do rolnictwa w jak najszerszym zakresie zastosowania energii elektrycznej z uwagi na specyfikę gospodarki rolnej, wymagającej jednolitego traktowania wszystkich zagadnień związanych z zaspokojeniem potrzeb energetycznych.

## Powołanie Centralnego Zarządu
Na podstawie uchwały Prezydium Rządu z 1951 r. w sprawie organizacji elektryfikacji rolnictwa ustanowiono Centralny Zarząd Elektryfikacji Rolnictwa.

## Przedmiot działania Centralnego Zarządu
Przedmiotem działania Centralnego Zarządu było:
- ustalanie potrzeb energetycznych dla poszczególnych gałęzi rolnictwa, skoordynowanie tych potrzeb z zadaniami energetyki i prezydiów wojewódzkich rad narodowych oraz opracowanie na tej podstawie programu elektryfikacji rolnictwa w skali ogólnokrajowej;
- zbadanie możliwości i opracowanie planu wykorzystania istniejących siłowni wodnych i wiatrowych małej mocy dla celów elektryfikacji rolnictwa, jak również opracowanie programu budowy nowych siłowni tego rodzaju;
- ustalanie zadań dla instytutów naukowo-badawczych, dotyczących użytkowania energii elektrycznej pod kątem widzenia postępu techniki i ekonomiki rolnej;
- współpraca z właściwymi instytutami naukowo-badawczymi i przemysłem dla ustalenia asortymentu i wysokości produkcji odbiorników elektrycznych dla rolnictwa;
- planowanie inwestycji elektryfikacji rolnictwa w zakresie urządzeń energetycznych dla wytwarzania, przesyłania, przetwarzania i rozdziału energii oraz wewnętrznych urządzeń odbiorczych;
- szkolenie zawodowe kadr dla elektryfikacji rolnictwa i instruowanie odbiorców wiejskich co do właściwego użytkowania energii elektrycznej;
- koordynowanie, nadzorowanie, kontrolowanie i ogólne kierownictwo działalności gospodarczej podległych przedsiębiorstw.

## Zakres działania Centralnego Zarządu
Do zakresu działania Centralnego Zarządu należało:
- budowa i montaż urządzeń energetycznych i wewnętrznych urządzeń odbiorczych w imieniu i na rzecz użytkowników tych urządzeń;
- wykonywanie inwestycji radiofonicznych na zlecenie Państwowego Przedsiębiorstwa Radiofonizacji Kraju w jednostkach objętych planem inwestycyjnym elektryfikacji rolnictwa;
- opracowanie projektów planów elektryfikacji rolnictwa oraz użytkowania energii elektrycznej w porozumieniu z prezydiami wojewódzkich rad narodowych (wydziały rolnictwa i leśnictwa);
- pełnienie funkcji inwestora zastępczego w zakresie elektryfikacji rolnictwa na rzecz przyszłych użytkowników;
- nadzorowanie sposobu właściwego użytkowania energii dla celów rolniczych.

## Zniesienie Centralnego Zarządu
Na podstawie uchwały Rady Ministrów z 1976 r. w sprawie utraty mocy obowiązującej niektórych aktów prawnych ogłoszonych w Monitorze Polskim zniesiono Centralny Zarząd Elektryfikacji Rolnictwa.